# Чемпионат Казахстана по футболу 2008 — золотой матч
Золотой матч чемпионата Казахстана по футболу 2008 года — дополнительный матч за золотые медали Чемпионата Казахстана состоялся 20 ноября 2008 года на «Центральном» стадионе в Алма-Ате между командами «Актобе» (номинальный хозяин поля) и «Тобол».
В этом матче футбольный клуб «Актобе» защищал титул чемпиона республики, завоёванный в сезоне 2007 года. Серебряным призёром того чемпионата был костанайский «Тобол», который уступил актюбинской команде 8 турнирных баллов.

## Турнирное положение команд после 30 тура
| Место | Команда          | И  | В  | Н | П | ГЗ | ГП | ±  | О  | Примечания                |
| ----- | ---------------- | -- | -- | - | - | -- | -- | -- | -- | ------------------------- |
| -     | Актобе           | 30 | 20 | 7 | 3 | 61 | 18 | 43 | 67 | Участие в «золотом матче» |
| -     | Тобол (Костанай) | 30 | 20 | 7 | 3 | 58 | 21 | 37 | 67 | Участие в «золотом матче» |
| 3     | Иртыш (Павлодар) | 30 | 18 | 8 | 4 | 58 | 28 | 30 | 62 |                           |

По итогам 30 туров западно-казахстанский «Актобе» и костанайский «Тобол» набрали по 67 очков, поделив между собой первое место в турнирной таблице. В данном случае, по регламенту проведения чемпионата Казахстана по футболу в 2008 году, прочие показатели выступления команд не учитывались — предусматривалось проведение дополнительного золотого матча.
В сезоне 2008 года команды встречались дважды. В 8-м туре в Актобе игра закончилась вничью со счётом 1:1. В 23-м туре в Костанае «Тобол» обыграл «Актобе» со счётом 1:0. В последнем туре чемпионата актюбинской команде было необходимо победить команду «Энергетик-2», однако в домашнем матче «Актобе» играет вничью. «Тобол» на своём поле обыгрывает павлодарский «Иртыш» со счётом 2:1 и сравнивается по количеству очков с первым местом.
Таким образом, третий раз в истории Чемпионата Казахстана по футболу победитель выявлялся в дополнительном матче.

## Отчёт о матче
| «Актобе»          | 1:1 (д.в.) | «Тобол»    |
| ----------------- | ---------- | ---------- |
| Смаков 69′ (пен.) |            | Голбан 49′ |

| Серия пенальти:                              |     |                                                  |
| Хайруллин · Кенжисариев · Лаврик · Головской | 4:2 | Балтиев · Владимир Яковлев · Лотов · Жумаскалиев |

| Актобе:                                                                               |                      |          |      |
|                                                                                       |                      |          |      |
| В                                                                                     | Андрей Сидельников   |          |      |
| З                                                                                     | Александр Фамильцев  | 101'     | 115' |
| З                                                                                     | Юрий Логвиненко      | 58' 119' |      |
| З                                                                                     | Эмиль Кенжисариев    |          |      |
| З                                                                                     | Андрей Лаврик        | 28'      |      |
| З                                                                                     | Самат Смаков (к)     |          |      |
| П                                                                                     | Улугбек Асанбаев     | 31'      | 110' |
| П                                                                                     | Александр Митрофанов |          | 64'  |
| П                                                                                     | Марат Хайруллин      |          |      |
| Н                                                                                     | Сергей Струков       |          |      |
| Н                                                                                     | Константин Головской | 49'      |      |
| Запасные:                                                                             |                      |          |      |
| В                                                                                     | Андрей Морев         |          |      |
| З                                                                                     | Виталий Ушаков       |          |      |
| П                                                                                     | Никита Хохлов        |          | 115' |
| П                                                                                     | Максим Семёнов       |          |      |
| П                                                                                     | Андрей Богомолов     |          | 64'  |
| Н                                                                                     | Алексей Косолапов    |          |      |
| Н                                                                                     | Валерий Гаркуша      |          | 110' |
| Главный тренер:                                                                       |                      |          |      |
| Владимир Муханов Помощники судьи: К. Курбанов Н. Доскеев Четвёртый судья: Павел Салий |                      |          |      |

| Тобол:          |                        |      |      |
|                 |                        |      |      |
| В               | Александр Ан. Петухов  |      |      |
| З               | Данияр Муканов         |      |      |
| З               | Олег Лотов             | 105' |      |
| З               | Владимир Яковлев       | 17'  |      |
| З               | Фархадбек Ирисметов    |      | 46'  |
| П               | Сергей Скорых          |      |      |
| П               | Руслан Балтиев         |      |      |
| П               | Азамат Аубакиров       |      | 108' |
| П               | Сабырхан Ибраев        | 49'  |      |
| Н               | Нурбол Жумаскалиев (к) |      |      |
| Н               | Александр Голбан       | 26'  | 117' |
| Запасные:       |                        |      |      |
| В               | Ярослав Багинский      |      |      |
| З               | Александр Шкот         |      | 109' |
| З               | Кайрат Нурдаулетов     |      |      |
| П               | Азат Нургалиев         |      | 117' |
| П               | Андрей Харабара        | 68'  | 46'  |
| П               | Игорь Юрин             |      |      |
| Н               | Александр Ал. Петухов  |      |      |
| Главный тренер: |                        |      |      |
| Дмитрий Огай    |                        |      |      |

## Ход матча
Матч был напряжённым. Только за первый тайм игроками было получено 4 жёлтые карточки. На 49-й минуте матча, после нарушения правил актюбинским игроком Константином Головским, мяч в ворота «Актобе» со штрафного забивает Александр Голбан. На 68-й минуте правила в своей штрафной нарушает игрок «Тобола» Андрей Харабара, после чего был назначен пенальти. Его сумел реализовать Самат Смаков. Основное время матча завершилось вничью.
В дополнительных таймах голов не было забито. На последней минуте второго дополнительного тайма игрок «Актобе» Юрий Логвиненко получает вторую жёлтую карточку и удаляется с поля, однако футболистам «Тобола» не хватает времени на реализацию большинства.
В серии послематчевых пенальти первыми на точку, согласно жребию, вышли игроки западно-казахстанского клуба. Со счётом 4:2 по пенальти выигрывает «Актобе».